# Sub olea pacis et palma virtutis
Sub olea pacis et palma virtutis conspicua orbi regia Bohemiae Corona: Melodrama de Sancto Wenceslao (ZWV 175) – utwór dramatyczno-muzyczny Jana Dismasa Zelenki z 1723 roku, do libretta Matouša Zilla, napisany z okazji koronacji Karola VI Habsburga. W języku polskim tłumaczenie tytułu jest następujące: Pod drzewem oliwnym pokoju i palmą męstwa ukazała się światu królewska korona Czech: Melodramat św. Wacława.

## Historia
Prascy jezuici, chcąc uświetnić koronację Karola VI Habsburga, zamówili skomponowanie uroczystego utworu dramatyczno-muzycznego u swego byłego ucznia, pracującego na dworze drezdeńskim Jana Dismasa Zelenki. Warstwa literacka dzieła dotyczy życia patrona Czech św. Wacława. Premiera miała miejsce w obecności pary cesarskiej 12 września 1723 roku w audytorium Clementinum. Według libretta wystąpiło 150 wykonawców, prawie wszyscy pochodzenia czeskiego lub morawskiego. Libretto autorstwa Matouša Zilla, jezuickiego profesora retoryki w Pradze, argumentuje zasadność roszczenia Habsburgów do czeskiej korony poprzez wielowiekowe powiązanie ze św. Wacławem, czeskim patronem i jego zwycięstwem nad pogaństwem. Dzieło powstało w dobie podjętej przez jezuitów kontrreformacji.

## Charakterystyka
Utwór, przeznaczony na orkiestrę i chór, składa się z uwertury, prologu, trzech aktów i epilogu. Jest dramatem szkolnym, zachowującym wszelkie normy jezuickiego ratio studiorum z tego okresu: tekst w języku łacińskim, brak ról kobiecych, zachowanie reguł retorycznych. Innowacyjne, jeśli chodzi o jezuicki dramat szkolny, jest użycie przez Zelenkę wyszukanej muzyki między sekcjami z tekstem mówionym. W oryginalnym wykonaniu znalazły się też sceny taneczne. Nie wiadomo, w których momentach zostały ostatecznie wprowadzone, ani jaką muzykę do nich wykonano.
Fragmenty kompozycji Zelenka wykorzystał w innych swoich utworach. Przykładowo w: Te Deum ZWV 145 z ok. 1724 roku, Angelus Domini descendit ZWV 161 z ok. 1723–1725 roku, motetach O magnum mysterium ZWV 171 oraz Proh! Quos criminis in clementia ZWV 172 powstałych odpowiednio w 1723 i 1728 roku.